# اسکاتلند پیشاتاریخ

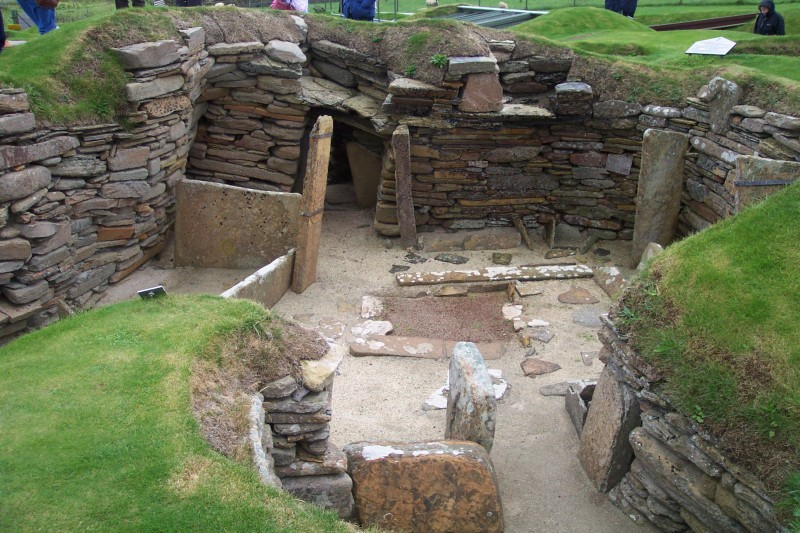
سکونت‌گاه‌های دوران نوسنگی در سکارا برای، اورکنی

بنابر یافته‌های باستان‌شناسی و زمین‌شناسی اسکاتلند پیشاتاریخ (پیش از آنکه امپراتوری روم اسکاتلند را به دوران تاریخی وارد سازد) مشتمل بر فرهنگ‌های گستردهٔ انسانی بوده که نشانه‌های آن‌ها به‌علت عدم وجود کشاورزی متمرکز و استفاده از سنگ به جای چوب بکر و سالم باقی مانده‌است.
از مهمترین این آثار از عصر حجر می‌توان به پشتهٔ هَوْوار، سِکارا بِرای، آرامگاه‌های حجره‌ای و سنگ‌چین در غرب و شمال اسکاتلند، بازماندهٔ گورپشته‌هایی خاکی در جنوب و غرب این کشور، گورپشتهٔ لبه‌ای، کورسوس، گورمان، و خانه‌های کشیده اشاره کرد. از آثار عصر برنز می‌توان به کِرَنِگ‌ها (کلبه‌هایی که بر روی جزیره‌ای مصنوعی ساخته می‌شدند)، سنگ‌چین کلاوا، و نخستین تپه‌قلعه‌ها هست. از روزگار عصر آهن نیز تعداد زیادی کلبهٔ سنگی آتلانتیک مانده. بازماندهٔ سنگ‌دژ‌ها و دانزهای کوچکتر را هم ازین دوران می‌توان در اسکاتلند دید که آن‌ها را هم گونه‌ای از کلبهٔ گرد آتلانتیک دانسته‌اند. همچنین شواهدی از حدود ۱۰۰۰ تپه‌قلعه در اسکاتلند مانده که آن‌ها را عمدتاً زیر کمربند مرکزی اسکاتلند در آنجا کشیده شده بود) ساخته بوده‌اند.